# フロッサスコ
フロッサスコ（伊: Frossasco）は、イタリア共和国ピエモンテ州トリノ県にある、人口約2,900人の基礎自治体（コムーネ）。

## 地理

### 位置・広がり

#### 隣接コムーネ
隣接するコムーネは以下の通り。
- カンタルーパ
- クミアーナ
- ピナスカ
- ピネローロ
- ピシーナ
- ロレット

## 姉妹都市
- Saint-Jean-de-Moirans、フランス
- Piamonte、アルゼンチン